# Glycoprotéine P
Pour les articles homonymes, voir PGP (homonymie).
La glycoprotéine P, aussi appelée P-GP ou "Permeability-GlycoProtein" en anglais, est une glycoprotéine provoquant un phénomène de multirésistance aux médicaments (multi-drug resistance en anglais).
Découverte dans les années 1980, l’existence de cette protéine a été révélée lors d’expérimentation sur les causes de la résistance aux agents chimiothérapeutiques de certaines tumeurs.

## Ses caractéristiques

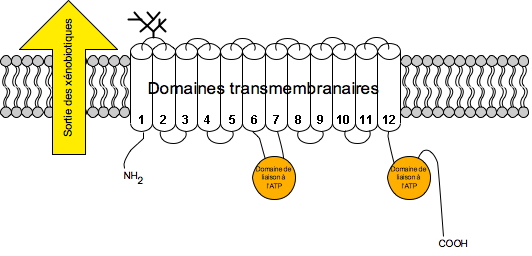
Schéma de la glycoprotéine P

La glycoprotéine P est un transporteur transmembranaire de la membrane plasmique. Elle appartient à la superfamille des transporteurs ABC; ABC signifiant ATP Binding Cassette. Cette famille regroupe, chez l’humain, 48 protéines codant des récepteurs possédant un ou plusieurs domaines de liaison de l’adénosine triphosphate (ATP) et où ce domaine présente une homologie entre les différentes protéines. La glycoprotéine P est synthétisée par le gène ABCB1 situé sur le chromosome 7 humain. Dans la littérature, la glycoprotéine P possède de nombreux synonymes tel le récepteur MDR1 et le récepteur ABC20.
La glycoprotéine P (souvent nommé par son abréviation P-gp) se retrouve principalement au niveau des cellules du tubule contourné proximal du rein, des cellules de l’intestin, des trophoblastes du placenta et de l’endothélium de la barrière hémato-encéphalique et hémato-testiculaire. De plus, des études plus récentes ont démontré la présence de glycoprotéine P à la surface des lymphocytes du système immunitaire.
| ABCA   | ABCB   | ABCC   | ABCD/E/F/G |
| ------ | ------ | ------ | ---------- |
| ABCA1  | ABCB1  | ABCC1  | ABCD1      |
| ABCA2  | ABCB2  | ABCC2  | ABCD2      |
| ABCA3  | ABCB3  | ABCC3  | ABCD3      |
| ABCA4  | ABCB4  | ABCC4  | ABCD4      |
| ABCA5  | ABCB5  | ABCC5  | ABCE1      |
| ABCA6  | ABCB6  | ABCC6  | ABCF1      |
| ABCA7  | ABCB7  | CFTR   | ABCF2      |
| ABCA8  | ABCB8  | ABCC8  | ABCF3      |
| ABCA9  | ABCB9  | ABCC9  | ABCG1      |
| ABCA10 | ABCB10 | ABCC10 | ABCG2      |
| ABCA12 | ABCB11 | ABCC11 | ABCG4      |
| ABCA13 |        | ABCC12 | ABCG5      |
|        |        |        | ABCG8      |

Ce transporteur est constitué d’un seul monomère, formé de 12 domaines transmembranaires (dodécahélicoïdal) et de deux sites de liaisons nucléotidiques. Ces derniers sont situés entre les domaines transmembranaires 6 et 7 et après le domaine transmembranaire 12. Les parties amino- et carboxyterminale de la protéine se situent dans le cytoplasme. Ces domaines interagissent ensemble pour former, dans la membrane plasmique, un pore possédant sur sa face cytoplasmique les deux domaines de liaison à l’ATP. Les substrats de la glycoprotéine P sont nombreux, mais ils sont caractérisés par leur nature hydrophobe ou amphiphile et un poids moléculaire entre 330 et 4 000 Da. Les substrats se lient aux domaines 6, 11 et 12 du pore, provoquant l’exposition des sites de liaison nucléotidique. Un ATP vient ainsi se lier sur un de ces domaines, provoquant un changement de conformation des domaines transmembranaires résultant en l’ouverture du pore et l’expulsion du substrat. Les domaines nucléotidiques fonctionnent de façon alternée, la liaison de l’ATP à un des sites inhibant le deuxième. Ainsi, la glycoprotéine P nécessite un ATP par substrat pour l’éjecter.

## Ses fonctions
La protéine agit en tant que pompe ATPase, soit une pompe capable d’expulser, grâce à l’énergie fournie par l’ATP, des substrats spécifiques. Ces substrats sont soit des molécules endogènes de la cellule comme des hormones ou des substances exogènes xénobiotiques. Ces dernières sont souvent des agents chimiothérapeutiques, des inhibiteurs de la protéase virale du VIH ainsi que de nombreux médicaments (Voir la référence 4 pour un tableau détaillé des différents substrats)

### Ses impacts en médecine
La glycoprotéine P, de par sa fonction, a plusieurs répercussions cliniques.
- Tout d’abord, elle a un rôle dans la maladie d'Alzheimer. Il a été démontré que la bêta-amyloïde est un des substrats de la glycoprotéine P et que le récepteur contribue ainsi à l’évacuation de cette substance neurotoxique reconnue pour induire la maladie.
- Il a également été démontré que la glycoprotéine P est présente à la surface des lymphocytes CD4+ et CD8+ et qu’elle entraînerait une résistance aux divers inhibiteurs de la protéase virale du VIH par excrétion de ceux-ci à l’extérieur de ces cellules. La protéine aurait donc un rôle dans l’échec de la trithérapie chez une portion des patients atteint du SIDA.
- Elle influence la biodisponibilité de nombreux médicaments, par le pompage de ceux-ci vers la lumière du système digestif. Ceux-ci pénètrent donc dans l’organisme de façon réduite et de ce fait, ne sont pas en mesure d’effectuer leur action. Cela est notamment le cas de la digoxine, un médicament utilisé pour les troubles cardiovasculaires et du lopéramide (agent actif de l’Imodium), un médicament utilisé pour traiter les désordres intestinaux. Il est important de spécifier que la glycoprotéine P possède un polymorphisme chez l’humain, amenant des variations interindividuelles de l’absorption de certains médicaments. Ce polymorphisme explique en partie la sensibilité accrue de certaines populations envers de nombreux médicaments.
- Un des substrats de la glycoprotéine P est la ciclosporine A[7], un puissant immunosuppresseur utilisé notamment lors des greffes d’organe pour réduire les risques de rejet. La recherche scientifique a mis en évidence l’augmentation de l’expression dans la glycoprotéine P à la surface des cellules du tissu greffé et une augmentation du taux de rejet de ces organes.
- La protéine est impliquée dans le phénomène de multirésistance des cellules cancéreuses aux agents chimiothérapeutiques conventionnels. Ce rôle a été confirmé par des études prouvant qu’une inhibition du récepteur provoquait une augmentation notable de la chimiosensibilité des cellules cancéreuses face à ces agents. Elle interagit avec les antiœstrogènes et les hormones stéroïdiennes connus pour moduler cette multirésistance[8].
- Elle contribue au relargage de cytokine pas les monocytes[9], participant ainsi à l'inflammation..

## Le phénomène MDR
Il s'agit de la capacité de résistance aux agents anticancéreux que présentent certaines tumeurs. Ce phénomène peut être de type primaire ou secondaire. Le type primaire est caractérisé par une résistance initiale des cellules cancéreuses à tout agent chimiothérapeutique. Le type secondaire est quant à lui induit par l’exposition des cellules cancéreuses, initialement chimiosensibles, à un agent chimiothérapeutique. Cette exposition provoque l’apparition de la multirésistance aux agents chimiothérapeutiques. Une exposition à une seule molécule anticancéreuse suffit pour induire une résistance contre toute une classe de molécules. La littérature scientifique s'accorde pour affirmer que la glycoprotéine P est l'une des protéines responsables de ce phénomène, le phénomène ayant été observé tant chez la souris que chez l'humain, et plus exactement chez tous les mammifères.
Depuis sa découverte, de nombreux inhibiteurs de la glycoprotéine P ont été recensés. Cependant, le principal obstacle à leur utilisation est lié au fait que leur pouvoir inhibiteur sur la glycoprotéine P est lié à de forts effets secondaires ou qu’il nécessite une importante concentration cellulaire, cytotoxique in vivo. De nombreuses molécules sont à la fois des substrats et des inhibiteurs de la glycoprotéine P. C’est le cas du vérapamil, qui est le premier inhibiteur de la glycoprotéine P à avoir été découvert. Cependant, il s’agit d’un médicament utilisé dans la régulation du rythme cardiaque et ayant donc des effets sur le système cardiovasculaire, son utilisation en tant qu’inhibiteur de la glycoprotéine P s’avère impossible.
Chez les chiens de races bergères, (bergers des Shetland, borders collies, bergers australiens ...), la sensibilité MDR1 est connue depuis longtemps et concerne le gène nt230 (del4). La principale cause d'intoxication est due chez eux aux avermectines (dont l'ivermectine, utilisée en médecine vétérinaire comme antiparasitaire) et au lopéramide chlorhydrate (anti-diarrhéique). Un test génétique peut être pratiqué pour identifier les animaux sensibles, lesquels risquent la mort s'ils sont mis en présence de ces molécules. Fort heureusement, des alternatives existent pour les spécialités pharmaceutiques concernées, et il est aisé de les éviter chez les animaux non testés.

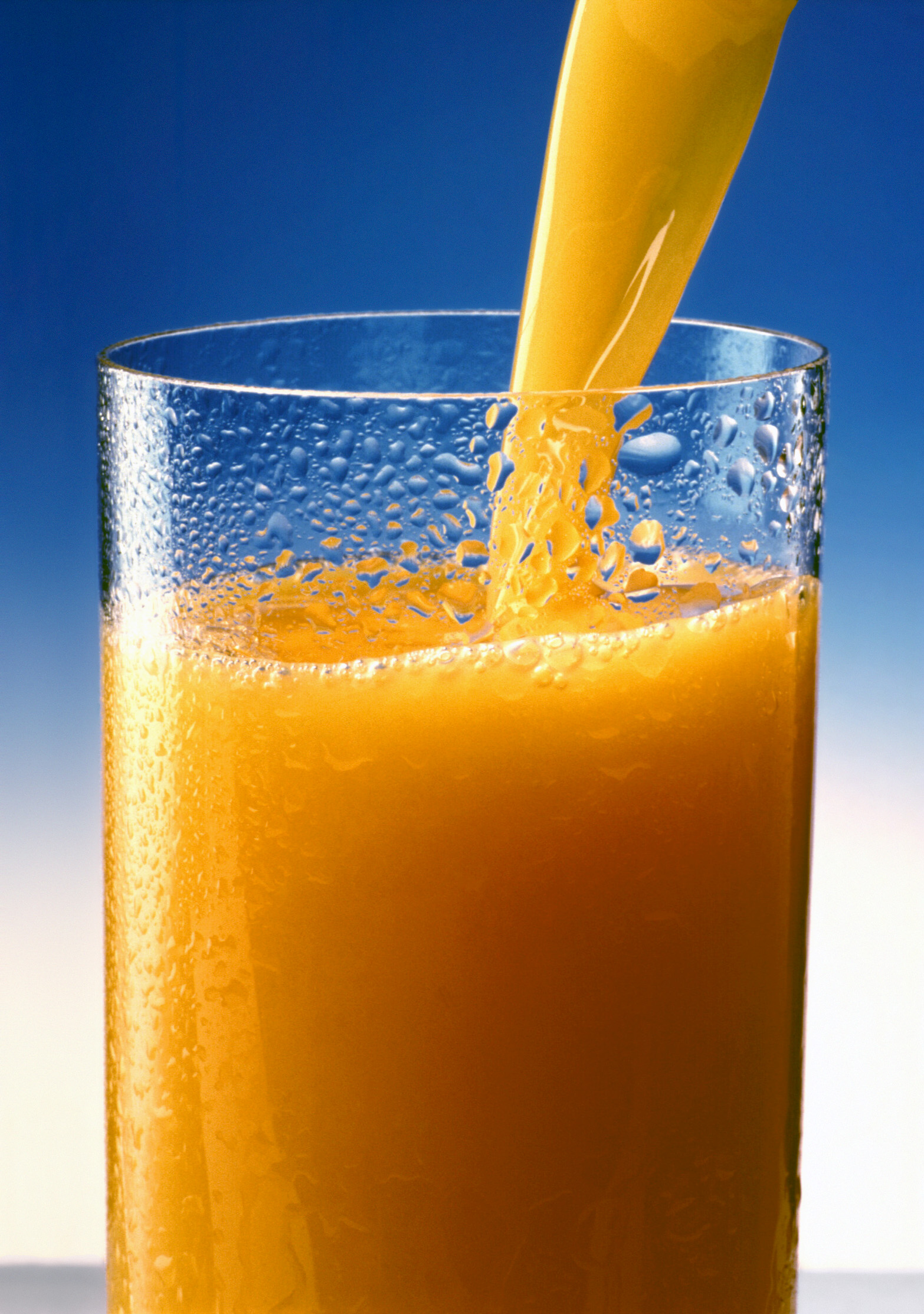
Le jus d'orange contient des molécules inhibitrices de la P-gp

Certains produits naturels sont reconnus pour contenir des molécules inhibitrices de la glycoprotéine P. Il s’agit notamment du jus de pamplemousse, du millepertuis, du jus de raisin et des herbes chinoises[Lesquelles ?]. Cependant, il n'existe à l'heure actuelle aucune donnée démontrant clairement les effets chimiosensibilisants d'un régime alimentaire à haute teneur en ces différents produits.
Le mécanisme de cette résistance est probablement multiple : séquestration du médicament antitumoral dans les lysosomes, intervention de l'actine.

## Les axes de recherche
La recherche sur la glycoprotéine P est présente surtout dans le domaine pharmacologique, où il y a une recherche de molécules capable d’inhiber spécifiquement cette pompe sans causer d’effets secondaires sévères. Une des molécules à l’essai est le PSC833, une molécule analogue de la ciclosporine A n’ayant aucun pouvoir immunosuppresseur. Le regadenoson, un agoniste des récepteurs à l'adénosine diminue l'expression de la glycoprotéine P et pourrait donc avoir un impact thérapeutique.
De façon plus spécifique, la recherche de l’impact du polymorphisme de la glycoprotéine P sur l’absorption des médicaments chez certaines populations est un des sujets étudié en pharmacogénomique, le domaine de la pharmacologie se destinant à l’analyse des divergences pharmacologiques induites par les caractéristiques génomiques des individus.